# Acide mou
 (avril 2020).
Si vous disposez d'ouvrages ou d'articles de référence ou si vous connaissez des sites web de qualité traitant du thème abordé ici, merci de compléter l'article en donnant les références utiles à sa vérifiabilité et en les liant à la section « Notes et références ».
Un acide mou est un acide volumineux et peu chargé contenant des atomes peu électropositifs et très polarisables. L'opposé d'un acide mou est un acide dur. Le critère de dureté d'un acide est utilisé dans le principe HSAB (Hard and Soft Acids and Bases). Ce principe permet de déterminer l'affinité entre des acides et des bases selon leur dureté.
Le critère de dureté est aussi utilisé pour les bases.

## Exemples
| Acide mou  | Formule |
| ---------- | ------- |
| Cadmium    | Cd2+    |
| Césium     | Cs+     |
| Argent     | Ag+     |
| Cuivre (I) | Cu+     |
| Palladium  | Pd3+    |
| Platine    | Pt2+    |
| Mercure    | Hg+     |
| Or         | Au+     |